# Pataudi (stato)

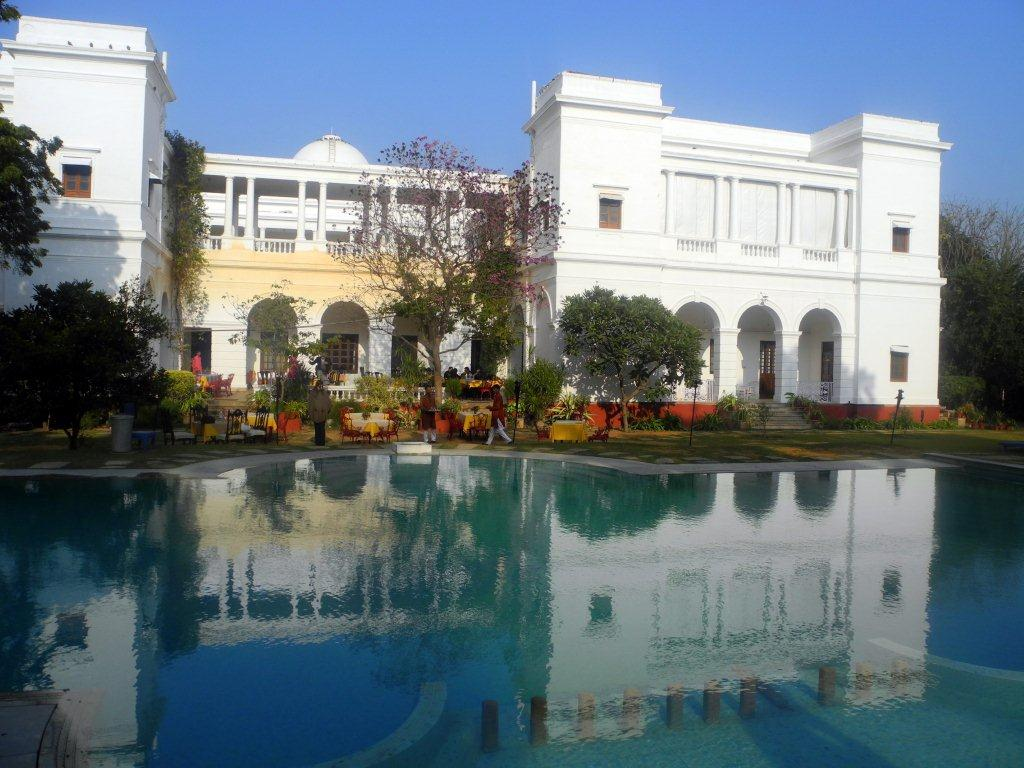
Veduta del Palazzo di Pataudi.

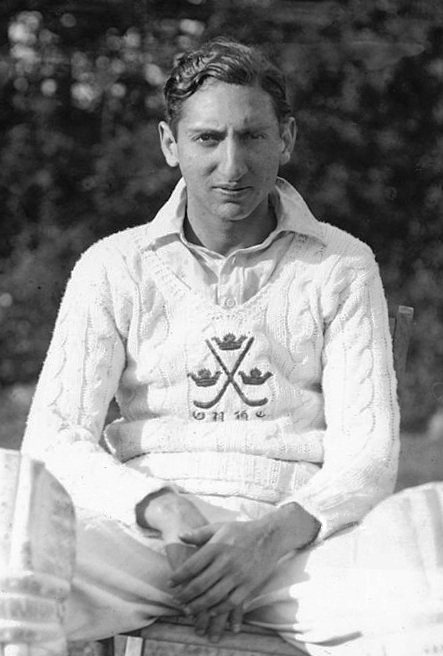
L'ultimo nawab di Pataudi e campione di cricket, Iftikhar Ali Khan.

Lo Stato di Pataudi fu uno stato principesco del subcontinente indiano, avente per capitale la città di Pataudi.
Lo stato era parte del territorio di Delhi nelle Province conquistate e cedute. Esso era sottoposto alla sovranità del commissario di Delhi. Esso aveva un'estensione di 135 km² e 40 villaggi.

## Storia
Lo stato venne formato attorno alla sua capitale, la città di Pataudi, fondata all'epoca del regno di Jalal-ud-din Khalji da un capo mwati, Pata, col nome di Patodhi.
Nel 1803, la Compagnia britannica delle Indie orientali concesse a Faiz Talab Khan, il primo nawab di Pataudi, 40 villaggi e la città di Pataudi come ricompensa per l'aiuto prestato contro l'impero maratha nel corso della seconda guerra anglo-maratha.
Il VII nawab, Iftikhar Ali Khan Pataudi, fu un campione di cricket e noto sportivo della sua epoca. Suo figlio l'ultimo nawab fu anch'egli capitano della squadra nazionale indiana di cricket.
Con la fine del British Raj e l'integrazione politica dell'India nel 1948, lo stato principesco venne assorbito nel Dominion dell'India (poi repubblica indiana). Nel 1971, in virtù del 26° emendamento della Costituzione indiana, il governo dell'India abolì ufficialmente tutti i principati, i titoli, i privilegi e le remunerazioni ad essi annessi.
L'ex Palazzo reale di Pataudi è divenuto oggi un hotel di lusso.

## Nawab
- scià Talab Khan (1804 – 1829)
- salman Ali Khan (1829 – 1862)
- Mohammad Ali Taqi Khan (1862 – 1867)
- Mohammad Mukhtar Husain Khan (1867 – 1878)
- Mohammad Mumtaz Husain Ali Khan (1878 – 1898)
- Mohammad Muzaffar Ali Khan (1898 – 1913)
- Mohammad Ibrahim Ali Khan (1913 – 1917)
- Mohammad Iftikhar Ali Khan (1917 – 1948)